# 山代駅
山代駅（やましろえき）は、石川県加賀市山代温泉に存在した北陸鉄道山代線（加南線）の駅である。1971年（昭和46年）、同線の廃線に伴い廃駅となった。

## 概要
山代温泉の表玄関として存在し、隣の山代東口駅に対して当駅を山代西口とも呼ばれていた。馬車鉄道時代の駅は両者の中間に位置していた。

## 歴史
- 1914年（大正3年）10月1日：温泉電軌河南 - 山代東口間開業時に同社の駅として開業。
- 1941年（昭和16年）11月28日：火災により車庫を焼失。
- 1943年（昭和18年）10月13日：合併により北陸鉄道の駅となる。
- 1950年（昭和25年）6月5日：新駅舎完成。
- 1957年（昭和32年）7月7日：駅窓口で国鉄急行券の販売を開始。
- 1963年（昭和38年）7月19日：連絡線の山代線への改称により同線の駅となる。
- 1971年（昭和46年）7月11日：加南線全線廃止により廃駅。

## 駅構造
島式ホーム1面2線を有し、車庫も置かれた。1962年当時、ホーム上屋横には大きく「山代温泉」の文字があった。

## 廃止後
駅の跡地はタクシー会社の事務所が置かれ、車庫の敷地にはスーパーマーケットが出店している。最も近い場所に位置するバス停留所の名称は山代温泉西口とされている。

## 隣の駅
北陸鉄道
山代線
河南駅 - 山代駅 - 山代東口駅